# Steinerne Stiege
Die Steinerne Stiege ist eine Felsformation im Norden von Söll in Tirol.
Die westlich des Hintersteiner Sees befindliche Formation präsentiert sich als grob gestufter Pfad im Waldhang und bietet einen Zugang zum See aus westlicher Richtung. Die Steinerne Stiege wurde zur besseren Begehbarkeit etwas behauen, wobei aber nur ein kleiner Teil aus in die Felswand gehauenen Stufen besteht, der größte Teil des Weges führt über Felsen und Waldboden und besteht aus treppenartigen Felsen- und Wurzelstufen. Stellenweise wurden auch Treppen aus Eisen montiert. Ohne die Stufen wäre die Steinerne Stiege nur mit Alpinausrüstung bewältigbar. Nach Überwindung des steilen Abschnitts befindet sich in der Hälfte des Weges der Bergbauernhof Hagenhof, wo sich nun der Weg gabelt; entweder wird das Nordufer oder das Südufer des Sees angesteuert. Der Zugang erfolgt von der B173 aus über Eiberg  (Parkplatz Walleralm oder Bushaltestelle Eiberg), von wo der Weg zum Hintersteiner See ausgeschildert ist.